# 도목정사
도목정사(道睦精舍)는 경상북도 안동시 예안면 도목리에 있다. 2017년 6월 21일 안동시의 문화유산 제114호로 지정되었다.